# Eudorylas bipertitus
Eudorylas bipertitus är en tvåvingeart som beskrevs av Christian Kehlmaier 2005. Eudorylas bipertitus ingår i släktet Eudorylas och familjen ögonflugor.
Artens utbredningsområde är Israel. Inga underarter finns listade i Catalogue of Life.